# Instytut Naukowo-Badawczy Kolejnictwa
Instytut Naukowo-Badawczy Kolejnictwa – jednostka organizacyjna Ministerstwa Kolei, istniejąca w latach 1951–1961, powołana z zadaniem prowadzenia prac naukowo-badawczych w dziedzinie kolejnictwa, mająca na celu postęp techniczny, gospodarczy i organizacyjny.

## Powołanie Instytutu
Na podstawie zarządzenia Ministra Kolei z 1951 r. w sprawie utworzenia Instytutu Naukowo-Badawczego Kolejnictwa i nadania mu statutu ustanowiono Instytut. Powołanie Instytutu pozostaje w związku ustawą z 1951 r. o tworzeniu instytutów naukowo-badawczych dla potrzeb gospodarki narodowej.
Zwierzchni nadzór nad instytutem sprawował Minister Kolei.

## Zadania Instytutu
Zadaniem instytutu było prowadzenia prac naukowo-badawczych, w pierwszej kolejności w sprawach:
- budowy i utrzymania kolei oraz budownictwa specjalnego,
- trakcji kolei szynowych,
- elektryfikacji kolei,
- urządzeń technicznych,
- zabezpieczenia ruchu pociągów, sygnalizacji i łączności kolejowej,
- prowadzenie prac naukowo-badawczych według ustalonego planu, opartego na wytycznych narodowych planów gospodarczych i zatwierdzonego przez ministra,
- układanie planu ogólnego i zatwierdzanie planów szczegółowych prac prowadzonych przez podległe zakłady badawcze i doświadczalne oraz inne placówki pomocnicze,
- nadzorowanie prac naukowo-badawczych w dziedzinie kolejnictwa, prowadzonych przez inne jednostki organizacyjne podległe ministrowi w zakresie przez niego zleconych,
- koordynowanie prac naukowo-badawczych w dziedzinie kolejnictwa,
- popularyzacja rezultatów przeprowadzanych badań i prac oraz współdziałanie w praktycznym zastosowaniu uzyskanych wyników,
- opracowywanie i uogólnienie doświadczeń przodujących praktyków, nowatorów i racjonalizatorów z dziedzin objętych pracami instytutu,
- organizowanie i utrzymywanie sieci korespondentów oraz przeprowadzanie ankiet,
- wyrażanie opinii z dziedzin objętych pracami instytutu,
- utrzymanie łączności z odpowiednimi instytucjami i organizacjami w kraju i za granicą, wykorzystywanie ich doświadczeń, a zwłaszcza doświadczeń praktycznych i zdobyczy teoretycznych Związku Radzieckiego oraz krajów demokracji ludowej;
- przygotowanie i doskonalenie nowych kadr naukowych w dziedzinie kolejnictwa,
- prowadzenie biblioteki i ośródka dokumentacji,
- opracowanie i redagowanie publikacji naukowych i popularyzatorskich, podręczników, czasopism, biuletynów, sprawozdań, instrukcji, druków oraz współpraca w tej dziedzinie z zainteresowanymi instytucjami;
- organizowanie konferencji i zjazdów naukowych, wykładów, odczytów i wystaw.

## Kierowanie instytutem
Na czele Instytutu stał dyrektor, który kierował samodzielnie działalnością Instytutu i był z nią odpowiedzialny. Dyrektor zarządzał instytutem przy pomocy dwóch zastępców. Zastępcy mieli przydzielony zakres prac, za który odpowiadali przed dyrektorem.

## Rada Naukowa
Przy Instytucie działała Rada Naukowa, która składała się z przewodniczącego, jego zastępcy i 9 członków, powoływanych przez ministra na okres 3 lat spośród przedstawicieli nauki i znawców zagadnień wchodzących w zakres działania instytutu.
Do zadań Rady Naukowej należało:
- inicjowanie prac naukowo-badawczych,
- opiniowanie planów naukowo-badawczych i preliminarzy budżetowych Instytutu,
- wypowiadania się w sprawie organizacji Instytutu,
- rozpatrywanie innych spraw na zlecenie ministra lub na wniosek przewodniczącego Rady.

## Zniesienie Instytutu
Na podstawie zarządzenie Przewodniczącego Komitetu Pracy i Płac z 1961 r. w sprawie ustalenia wykazu instytutów naukowo-badawczych uważanych za instytuty techniczne zlikwidowano Instytut.